# 雲仙市立大塚小学校
雲仙市立大塚小学校（うんぜんしりつ おおつかしょうがっこう）は、長崎県雲仙市吾妻町永中（えいちゅう）名にある公立小学校。大塚の「塚」の文字の旁は「冢」（1画多い）が正式表記。

## 概要
歴史
1874年（明治7年）創立。2014年（平成26年）に創立140周年を迎えた。
学校教育目標
「心豊かでたくましく未来をつくる行動力のある子どもの育成」
校章
鏡（五稜鏡）の絵を背景にして、校名の「大塚」の文字（縦書き）と双葉の絵を置いている。
校歌
作詞は川道岩見、作曲は寺崎良平による。歌詞は3番まであり、各番に校名の「大塚」が登場する。
校区
雲仙市吾妻地区（旧・吾妻町）の「牛口東・牛口三・牛口四・山田馬場・栗林・柿田・山田原・永中・河内・吹ノ原・大熊一・大熊二・中阿母・阿母崎一・阿母崎二」。中学校区は雲仙市立吾妻中学校。

## 沿革
- 1871年（明治4年）- 廃藩置県により、島原県の管轄となる。間もなく島原県は長崎県に統合される。
- 1872年（明治5年）8月 - 学制が頒布される。
- 1874年（明治7年）4月 - 高来郡山田村に以下の第五大学区第三中学区[2]小学校が5校創立する[3]。
  - 「第一番 阿母小学校」（読み「あぼ」、中阿母の白山権現籠堂を校舎とする）
  - 「第二番 川床小学校」（読み「かわとこ」、川床名 東ノ元）
  - 「第三番 布江小学校」（読み「ぬのえ」、布江名 四面宮籠堂）
  - 「第四番 馬場小学校」（馬場名 火泥301-1の旧庄屋宅）
  - 「第五番 船津小学校」（牛口名58 牛口神社の隣接地）
- 1877年（明治10年）
  - 1月 - 阿母小学校が大熊に移転して「大熊分校」に、布江小学校が川原名前原に移転して「川床分校」になる。
  - 6月4日 - 学区改定により、「第五大学区 第二中学区[4]」に属することになる。
- 1878年（明治11年）
  - 4月 - 郡制の施行により、長崎県南高来郡の管轄となる。
  - 12月 - 学区改定により、「南高来郡 神代部」に属することとなる。
- 1883年（明治16年）4月 - 川床小学校と川床分校が統合され、「公立初等川床小学校」となる。
- 1885年（明治18年）2月 - 馬場小学校・船津小学校・大熊分校が統合され「公立中等山田二本木小学校」となる。永中石畑（現在地）に校舎が完成し移転を完了。
- 1886年（明治19年）9月 - 小学校令の施行により、「尋常山田二本木小学校」に改称（修業年限4年）。
  - 公立初等川床小学校は「簡易川床小学校」となる。
  - 神代村（現・雲仙市国見地区西部）に「長崎県第九高等小学校」（修業年限4年）が設置される。尋常小学校卒業者を入学資格としていた。高等小学校は尋常小学校と異なり、義務制ではなかった。
- 1889年（明治22年）4月1日 - 町村制の施行により、山田村立の小学校となる。
- 1893年（明治26年）4月 - 小学校令の改正に伴い、「山田尋常小学校」に改称（「尋常」の位置が変わる）。初代校長に三原太郎が就任。
  - 簡易川床小学校を統合し、川床分校とする。
  - 長崎県第九高等小学校が廃止される。
- 実施年月日不明 - 山田村は隣村の愛野村と学校組合を結成し、山田村大熊に「学校組合立大熊小学校」を設置。後に守山村も加わる。
- 1908年（明治41年）4月 - 小学校令の改正に伴い、義務教育年限（尋常科の修業年限）が4年から6年に延長される。尋常科5年を新設。
- 1909年（明治42年）4月 - 尋常科6年を新設。川床分校は尋常科4年までを収容。
- 1911年（明治44年）4月 - 大熊高等小学校の廃校に伴い、高等科を併置し「山田尋常高等小学校」に改称（尋常科6年・高等科2年）。児童数は825名で、学級数は14。
- 1918年（大正7年）9月 - 虫歯予防習字の全国優秀校として合資会社ライオン石鹸工場から表彰を受ける。
- 1926年（大正15年）1月 - 実習地を設置。
- 1927年（昭和2年）9月 - 暴風雨により新田堤防が決壊。授業中に潮流が校地内に逆流し児童2名が犠牲となる。
- 1929年（昭和4年）6月 - 校地を拡張。
- 1933年（昭和8年）4月 - 校舎を増築。
- 1941年（昭和16年）4月1日 - 国民学校令の施行により、「山田村国民学校」に改称。尋常科を初等科に改める（尋常科6年・高等科2年）。
- 1947年（昭和22年）4月1日 - 学制改革（六・三制の実施）が行われる。
  - 山田村国民学校の初等科が改組され、「山田村立第一小学校」となる。
  - 山田村国民学校の高等科が青年学校の普通科とともに改組され、新制中学校「山田村立山田中学校[5]」が発足。
- 1948年（昭和23年）
  - 4月1日 - 川床分校が分離し、山田村立第二小学校として独立。
  - 4月10日 - 中学校新校舎が完成し移転を完了。
- 1951年（昭和26年）4月 - 放送設備を設置。
- 1953年（昭和28年）4月 - 新校舎が完成。
- 1954年（昭和29年）
  - 4月1日 - 守山村と山田村が合併して「吾妻村」が発足。これに伴い「吾妻村立大塚小学校」に改称。
  - 11月 - 校舎を改築。
- 1956年（昭和31年）12月  - 校地に大塚公民館を新築し、音楽室兼用とする。
- 1958年（昭和33年）- 水害給食を開始。
- 1960年（昭和35年）
  - 3月 - 運動場を整備。
  - 5月1日 - 相撲土俵が完成。
  - 10月 - 校舎が完成。
- 1961年（昭和36年）
  - 2月 - 牛乳給食を開始。
  - 3月 - パン給食を開始。
- 1963年（昭和38年）4月1日 - 吾妻町の発足により、「吾妻町立大塚小学校」に改称。
- 1964年（昭和39年）4月 - 完全給食を開始。
- 1967年（昭和42年）5月 - 校旗と校章を制定。
- 1970年（昭和45年）3月 - 体育館が完成。
- 1974年（昭和49年）
  - 4月 - 学校給食を自校調理方式から吾妻町・愛野町学校給食センター調理配送方式に変更。
  - 10月 - 創立100周年記念式典を挙行。
- 1976年（昭和51年）12月 - 鉄筋コンクリート造の新校舎が完成。
- 1977年（昭和52年）2月 - 造園を実施。
- 1980年（昭和55年）8月 - プールが完成。
- 2005年（平成17年）10月11日 - 雲仙市の発足により、「雲仙市立大塚小学校」（現校名）に改称。

## 交通アクセス
最寄りの鉄道駅
- 島原鉄道線「阿母崎駅」

最寄りのバス停
- 島鉄バス「大塚」バス停

最寄りの国道
- 国道251号（島原街道）

## 周辺
- 吾妻大熊郵便局
- 長崎県警察 雲仙警察署 吾妻警察官駐在所